# 52. Armee (Rote Armee)
Die 52. Armee (russisch: 52-я армия) war im Zweiten Weltkrieg ein Großverband der Roten Armee, der 1942 an der nördlichen Ostfront, 1943 und 1944 in der zentralen Ukraine und 1945 an der Weichsel- und Oder-Front eingesetzt wurde.

## Geschichte

### 1941
Die 52. Armee wurde am 28. August 1941 nach einer Stawka-Anweisung vom 23. August auf Grundlage des Oberkommando des 25. Schützenkorps aufgestellt. Anfangs zugeteilt waren 7 Divisionen:
- 267. Schützendivision, Kom. Brig. Jakow Dmitrijewitsch Selenkow
- 285. Schützendivision, Oberst Pawel Iwanowitsch Kiselew
- 288. Schützendivision, Oberst Georgi Pawlowitsch Lilenkow
- 292. Schützendivision, Oberst Alexei Fedosejewitsch Popow
- 312. Schützendivision, Oberst Alexander Fedorowitsch Naumow
- 314. Schützendivision, Generalmajor Afanasi Dmitrijewitsch Schemenkow
- 316. Schützendivision, Generalmajor Iwan Wassiljewitsch Panfilow

Ende August 1941 bezogen die Truppen der 52. Armee Verteidigungsstellungen am rechten Ufer des Wolchow nördlich von Nowgorod bis Kirischi. Anfang September 1941 war die 52. Armee in Stellungskämpfe verwickelt und konzentrierte sich gegenüber der deutschen 16. Armee um die Verbesserung der eigenen Verteidigung. Am 26. September 1941 wurde der bisherige 130 Kilometer lange Abschnitt zweigeteilt, an diesem Tag übernahm die neu formierte 4. Armee den Abschnitt von Kirischi nach Grusino für die Verteidigung. Der Wolchow-Abschnitt von Grusino bis Nowgorod blieb der 52. Armee mit der 267., 288., 312. und der 316. Schützendivision anvertraut. Die 52. Armee verteidigte eine etwa 80 km breite Front am rechten Wolchow-Ufer im Raum Tschudowo.
Die Formationen der Armee traten am 16. Oktober 1941 in aktive Kämpfe ein, als die deutschen Truppen die Schlacht um Tichwin führten. Der rechte Flügel der 52. Armee geriet in den Hauptangriff der deutschen Truppen, der sich von der Region Grusino bis Budogosch entwickelte. Der deutschen 11. ID. und der 21. ID. gelang es trotz heftigen Widerstands der 267. und 288. Schützendivision, den Wolchow bei Grusino zu überwinden, einen Brückenkopf zu bilden und auszubauen. Am 18. Oktober trat die deutsche 12. Panzerdivision und die 20. motorisierte Division in Richtung auf Budogosch in Aktion und drängte die Einheiten der 52. Armee nach Südosten zurück. Die deutsche 8. Panzerdivision, die 18. mot. Division und die 126. Infanteriedivision rückten in Richtung Malaja Wischera vor. Am 22. Oktober mussten Bolschaja Wischera und am 23. Oktober Malaja Wischera geräumt werden. Das sowjetische Oberkommando verlegte aus dem Raum Demjansk die 259. Schützendivision und die 25. Kavalleriedivision um die 52. Armee zu verstärken. Den deutschen Truppen gelang es weiter östlich von Malaja Wischera vorzukommen, doch dann wurde die deutsche Offensive mit Hilfe der frischen Divisionen der 52. Armee am Malaja Wischera gestoppt. Die Truppen der 52. Armee verhinderten dadurch, dass die deutschen Verbände Tichwin von Süden her erreichen konnten. Die 52. Armee bestand Ende Oktober nur mehr aus zwei Divisionen, vier Korpsartillerie-Regimentern und einem Artillerie-Panzerabwehr-Regiment. Die Breite der Verteidigungszone der 288. Schützendivision betrug 46 Kilometer und die Front der 267. Schützendivision 34 Kilometer.
Anfang November war die 52. Armee wieder auf 5 Schützendivisionen (111., 259., 267. 281. und 288. Schützendivision) aufgestockt und bis zum 11. November im Abschnitt zwischen Myslowo und Dubrowka konzentriert. Am 12. November ging die 52. Armee selbst in die Offensive. Am Abend des 17. Dezember befahl das neu etablierte Hauptquartier der Wolchow-Front der 59. Armee einen Hauptschlag im Zentrum in Richtung Grusino, Siwerskaja, Wolosowo zu führen und zusammen mit der 2. Stoßarmee Leningrad von Süden zu erreichen. Die 52. Armee an der linken Flanke erhielt die Aufgabe, Nowgorod zu erobern und dann auf Solzy vorzurücken, um den Vormarsch der Wolchow-Front im Süden zu decken. Die am rechten Flügel eingesetzte 4. Armee sollte auf Kirischi und Tosno vorrücken und in Zusammenarbeit mit der 54. Armee (von der Leningrader Front) den deutschen Frontvorsprung nördlich von Mga zum Ladogasee umfassen und abschneiden. Am 18. Dezember wurden die Armeetruppen an den Fluss Wolchow zurückgenommen.

### 1942
Von Januar bis April 1942 nahm die 52. Armee an der Ljubaner-Operation teil. Nach wiederholten Angriffen konnte die Siedlung Jamno gestürmt werden. Es gelang ein Durchbruch der deutschen Verteidigung, außen links erreichten die rechten Flankenformationen der 52. Armee das Westufer des Wolchow. Um den Erfolg auszubauen, brachte das Oberkommando am Morgen des 15. Januar die zweite Staffel der 2. Stoßarmee und die 52. Armee in die Schlacht.
Armeegliederung im Februar 1942
- 46., 225., 259., 267., 288. und 305. Schützendivision

In der Folge kam es immer wieder zu Unterbrechungen in der Versorgung mit Nahrungsmitteln und anderem Material. Der Armeeführer N. K. Klykow erkrankte, sein Stellvertreter General P. F. Alferjew führte darauf die 52. Armee. Das deutsche Oberkommando zog frische Einheiten an die Durchbruchstelle, einschließlich der SS-Polizeidivision und begannen mit Gegenstößen an der Eisenbahnlinie Tschudowo-Nowgorod. Die dort verteidigenden Einheiten der 52. und 59. Armee konnten dem deutschen Angriff nicht standhalten. Am 19. März gelang es den deutschen Truppen den Hals des sowjetischen Einbruchkeils vier Kilometer westlich von Mjasni Bor zu schließen und damit die Verbindungen der 2. Stoßarmee abzuschneiden.
Am 24. April 1942 wurde die 52. Armee der Leningrader Front zugeteilt und ab 9. Juni der neu aufgestellten 2. Formation der Wolchow-Front übertragen worden. Nachdem Gegenstöße der 65. Schützendivision unter Generalmajor Koschewoi vor Nowgorod auf hartnäckigen deutschen Widerstand gestoßen war, musste die 52. Armee in der zweiten Februarhälfte an der Linie Zemtitzi-Ljubzy in Verteidigung übergehen, eine Linie die bis zum Mai 1943 unverändert blieb.

### 1943
Am 8. Mai 1943 wurde die 52. Armee aus der Front gezogen und in die Stawka Reserve zurückgezogen um im Raum Bologoje und Wyschni Wolotschok (Kljutschinski) neu organisiert zu werden. Ab Juni 1943 wurde die Armee in die Region Woronesch verlegt, wo sie am 9. Juli Teil der Steppenfront wurde (ab 18. Juli wieder dem Oberkommandohauptquartier unterstellt). Nach der Auffüllung der Verbände im Raum Woronesch wurde die Armee ab dem 9. August in das Gebiet nordöstlich von Achtyrka umgruppiert, wo sie am 25. August Teil der Woronesch-Front unterstellt wurde. In der Tschernigow-Poltawa-Operation durchbrachen die Armeeverbände die gegnerische Front vom 1. bis 4. September 1943 bei Zenkowo (Region Poltawa), konnten am 16. September Mirgorod einnehmen und dann weiter auf Chorol vorgehen. In Fortsetzung der Verfolgung erreichten die Truppen vom 26. bis 27. September den Dnjepr. In der Nacht vom 29. auf den 30. September 1943 erfolgte nördlich des Dorfes Chreschtschatyk der Fluss-Übergang. Ende September überquerten die 254., 93. und 138. Schützen-Division im Raum südöstlich Kanew und etablierten einen Brückenkopf. Am 3. Oktober wurde die 52. Armee der Steppenfront (ab 20. Oktober 2. Ukrainische Front) unterstellt. Insgesamt besetzte die 52. Armee einen 130 Kilometer breiten Frontabschnitt am linken Dnjepr-Ufer. Bis Anfang November folgten Kämpfe um den Brückenkopf, der auf 13 Kilometern Breite und eine Tiefe von 3–4 Kilometer erweitert wurde.
In der Nacht zum 13. November gelang es dem Schützenregiment 933 der 254. Schützendivision einen weiteren Brückenkopf 4 Kilometer entlang der Front und bis zu 3 Kilometer tief in der Gegend von Svidowki zu bilden. In drei Tagen erbitterter Kämpfe wurde der Brückenkopf durch das 73. Schützenkorps auf 7 Kilometer Breite und bis zum 18. November auf 16 Kilometer Front und 9 Kilometer Tiefe erweitert. Auch zwei Regimenter der 373. Schützendivision überquerten den Fluss in Richtung eines Ablenkungsangriffs in den Gebieten nördlich von Dachnowka und Smogailowka. Am 20. November versuchten die Armeetruppen Tscherkassy zu stürmen, eine Panzerkolonne brach bereits am Stadtrand ein, doch am Abend des Tages wurden die Armeetruppen in ihre ursprünglichen Positionen zurückgeworfen. Der Kommandoposten der Armee wurde in Solotonoscha etabliert, insgesamt befanden sich etwa 26.300 Kampftruppen in Stellung, die von 470 Geschütze und 10 Panzer unterstützt wurden. Bereits am 22. November konnten die Armeeverbände Tscherkassy umschließen und bis zum 26. November nach Smela vorrücken.
Nachdem dem Armee-Hauptquartier von der Stawka für die geplante Kesselschlacht von Tscherkassy große Bedeutung beigemessen wurde, wurde die Armee durch die 62. Garde-Schützen- und 7. Garde-Luftlande-Division sowie durch die 173. Panzerbrigade verstärkt und erhielt auch massive Luftunterstützung. Gegenüber der Armeefront verteidigten sich Einheiten der deutschen 57., 332., 72., 167. Infanterie-Division und die SS-Panzerdivision Wiking. Am 26. November ging die Armee erneut in die Offensive, und am 28. November gelang es den Streitkräften der 7. Garde-Luftlandedivision, die deutsche Gruppierung in Tscherkassy von Südwesten und Teilen der 294. Schützendivision den nordwestlichen Stadtrand zu erreichen. Nach einer vorübergehenden relativen Ruhe begann die 52. Armee am 9. Dezember einen weiteren Angriff auf die Stadt, der am 14. Dezember zur Besetzung von Tscherkassy führte. Am 15. Dezember verlief die neue Verteidigungslinie am östlichen Rand von Bolschoi Staroselja, über das nördliche Ufer des Irdyn-Sumpfes, den nördlichen Rand von Beloserje, Stepanka und weiter entlang des linken Ufers des Flusses Tjasmyn nach Tschudolejewka, 28 Kilometer südöstlich von Tscherkassy.

### 1944
Im Januar und Februar 1944 nahm die 52. Armee an der Korsun-Schewtschenkowsker Operation und im März – Anfang April an der Uman-Botoșaner Operation teil.
Im Zusammenwirken mit dem 5. Garde-Panzerarmee konnte am 10. März die Stadt Uman befreit werden. Nach dem Übergang des Bug wurde die alte rumänische Grenze am Dnjestr überschritten und der Raum Bălți erreicht. Bei der Operation Jassy-Kischinew stand die 52. Armee im Hauptangriffsfeld der 2. Ukrainischen Front und erstürmte am 21. August die Stadt Jassy. Die Armeetruppen konnten in der Kesselschlacht alleine 65.000 Soldaten und im Zusammenwirken mit der 27. Armee sowie der 6. Panzerarmee etwa 100 Geschütze und 86 Panzer der deutschen 6. Armee einbringen. Am 5. September wurde die 52. Armee wieder in die Reserve des Hauptquartiers zurückgezogen und zunächst nach Wladimir-Wolynski und dann auf die Linie Rozwadow – Rudnik umgruppiert, wo die Truppen am 30. Oktober der 1. Ukrainischen Front zugeordnet wurden.

### 1945
Im Januar 1945 beteiligte sich die 52. Armee an der Sandomierz-Schlesischen Operation. Dabei rückten die Verbände erfolgreich in Richtung Staszów und Radomsko vor.
Armeegliederung am 12. Januar 1945
48. Schützenkorps – Generalmajor Sinowi Sacharowitsch Rogosnji
- 111. Schützendivision – Oberst P. K. Tschiwalew
- 116. Schützendivision – Generalmajor W. A. Smirnow
- 213. Schützendivision – Generalmajor I. J. Buslajew

73. Schützenkorps – Generalmajor Sarkis Sogomonowitsch Martirosjan
- 50. Schützendivision – Oberst Nikolai A. Rubanow
- 254. Schützendivision – Generalmajor Michail K. Puteiko
- 294. Schützendivision – Oberst Iwan Perepeliza

78. Schützenkorps – Generalleutnant Georgi Aleandrowitsch Latyschew
- 31. Schützendivision – Oberst Iwan Fedotowitsch Chilchewski
- 214. Schützendivision – Generalmajor Grigori Nikititsch Schukow
- 373. Schützendivision – Generalmajor Kusma Iwanowitsch Sasonow

Ende Januar 1945 wurde der Fluss Oder bei Breslau erreicht und ein Brückenkopf am linken Ufer errichtet. Mitte Februar nahmen die Armeetruppen an der Niederschlesischen Operation teil: Die 4. Panzerarmee erreichte die Neiße und etablierte sich an deren linken Ufer einen Brückenkopf, aufgrund der Verzögerung der 13. Armee war es aber nicht möglich, den Erfolg auszunutzen. Der Mangel an zusätzlichen Kräften zwang Marschall Konjew, die 52. Armee, Teile der 5. Gardearmee, und das 1. Garde-Kavallerie-Korps nach Breslau zu wenden, um die hier kämpfende 6. Armee zu entlasten. Die Verstärkungen ermöglichten es, einen drohenden Gegenschlag zu verhindern und bis zum 15. Februar eine deutsche Garnison bei Breslau einzukreisen. Marschall Konjew erlangte vom Oberkommando die Genehmigung, seine 3. Garde-, die 13., 52. Armee und die 4. Panzerarmee zur Neiße weiter vorrücken zu lassen und am linken Ufer Brückenköpfe bilden und dort in die Defensive überzugehen zu können.
Armeegliederung am 16. April 1945
- 48. Schützenkorps, Generalmajor Sinowi Sacharowitsch Rogosnji (50., 213. und 111. Schützendivision)
- 73. Schützenkorps, Generalmajor Sarkis Sogomonowitsch Martirosjan (254., 31., 214., 294. und 116. Schützendivision)
- 78. Schützenkorps, Generalleutnant Alexander Iwanowitsch Kimow (31., 50. und 373. Schützendivision)
- 7. Garde-mechanisierte Korps, Generalleutnant Iwan Petrowitsch Kortschagin (24., 25. und 26. Garde-mechanisierte Brigade, 57. Garde-Panzerbrigade)

Die 3. Gardepanzer- und die 52. Armee konnten den hartnäckigem deutschen Widerstand an der Neiße im Raum Görlitz brechen. Der linke südliche Flügel der 1. Ukrainischen Front, die 52. Armee und die polnische 2. Armee griffen in der Lausitzer Operation weiter in Richtung auf Bautzen, Lauban und Leobschütz an, während die 60. und 59. Armee im Raum Ratibor defensiv blieben. Die Versuche, die deutschen Truppen zum Rückzug ins Sudetengebirge zu zwingen, blieben erfolglos. Die deutsche Garnison in Glogau kapitulierte erst am 1. April. Bis Anfang Mai nahm die 52. Armee an den Berliner Operation teil. Mit Beginn der Schlacht um Bautzen, am 21. April wurden deutsche Kräfte zwischen der polnischen 2. Armee und der 52. Armee zwischen Spree und Schwarzem Schöps konzentriert, unter Umgehung des sowjetischen 48. Schützenkorps in Richtung Spremberg aufmarschierten. Generalmajor M. K. Puteiko, Kommandeur der 254. Schützendivision, wurde bei Bautzen tödlich verwundet. Anfang Mai nahm die 52. Armee an der Prager Operation teil und beendete die Kämpfe, nachdem die Truppen nordöstlich von Prag die Elbe überschritten hatten.

### Nachkriegszeit
Nach dem Krieg wurde die Armee nach Polen mit Sitz in Kuva verlegt. Bald zog sie in die Westukraine mit Sitz in Drohobytsch. Am 12. Juni 1946 wurde die Armee in die 8. Panzerarmee umgewandelt und ihr Hauptquartier nach Schitomir verlegt. Das 48. und 78. Schützenkorps wurden aufgelöst, ebenso die 31., 111., 116., 213., 214. und 373. Schützendivision. Das 73. Schützenkorps wurde der 13. Armee übergeben.

## Führung
Oberbefehlshaber:
- Generalleutnant Nikolai Kusmitsch Klykow (August 1941 – Januar 1942)
- Generalleutnant Wsewolod Fjodorowitsch Jakowlew (Januar 1942 – Juli 1943)
- Generalleutnant/Generaloberst Konstantin Apollonowitsch Korotejew (Juli 1943 – Mai 1945)

Mitglieder des Militärrats:
- Regimentskommissar I. M. Ponomarew (August–September 1941)
- Divisionskommissar K. L. Pantas (September 1941 – Oktober 1942)
- Brigadekommissar/Generalmajor A. F. Bobrow (Oktober 1942 – April 1945)
- Generalmajor I. P. Kabichkin (April 1945 – Mai 1945)

Stabschefs:
- Generalmajor P. I. Ljapin (August–Oktober 1941)
- Oberst B. A. Roschdestwenski (Oktober 1941 – März 1942)
- Generalmajor I. M. Viktorow (März–Juni 1942)
- Generalmajor L. S. Beresinski (Juni 1942 – Juli 1943)
- Generalmajor A. N. Kolominow (Juli 1943 – Mai 1945)